# آمورا (پرتغال)
شهر آمورا (به پرتغالی: Amora, Portugal) در سئیشال در کشور پرتغال واقع شده‌است. جمعیت این شهر ۵۳٬۶۳۸ نفر است. در تاریخ ۲ ژوئیه ۱۹۹۳ به عنوان شهر شناخته شد.